# Khang Sang
Khang Sang – gaun wikas samiti w środkowej części Nepalu  w strefie Dźanakpur w dystrykcie Sindhuli. Według nepalskiego spisu powszechnego z 2001 roku liczył on 454 gospodarstw domowych i 2708 mieszkańców (1377 kobiet i 1331 mężczyzn).